# Bayonet Point
Bayonet Point är en ort (CDP) i Pasco County, i delstaten Florida, USA. Enligt United States Census Bureau har orten en folkmängd på 23 467 invånare (2010) och en landarea på 14,9 km².